# آزادکند، صابرآباد
آزادکند (به ترکی آذربایجانی: Azadkənd) یک منطقه مسکونی در جمهوری آذربایجان است که در شهرستان صابرآباد واقع شده‌است. آزادکند ۱۷۳۹ نفر جمعیت دارد.